# Nils Dahlgren (skådespelare)
Nils Ivar Edvard Dahlgren, född 2 april 1891 i Voxtorps socken, Kalmar län, död 30 oktober 1948 i Karlskoga (skriven i Hedvig Eleonora församling i Stockholm), var en svensk skådespelare och sångare (baryton). 

## Biografi
Dahlgren började sin skådespelarutbildning 1913 med studier i plastik och sång. År 1917 debuterade han i Helsingfors som Edvin i Csardasfurstinnan och knöts på hösten samma år till Stora Teatern, Göteborg. Där stannade han tills han flyttade till Oscarsteatern 1919 och vidare till Södra Teatern 1922. Karriären fortsatte till Hipp i Malmö 1925, Victoriateatern i Helsingfors 1927, Ernst Rolf-turné 1928, Odeonteatern 1929, turnéer utanför Stockholm 1930, åter till Hipp 1931, Komediteatern i Stockholm 1932, Åbo Svenska Teater 1935, Dramatens turné 1937, Riksteatern 1938 samt Södra Teatern och Vasateatern 1939–1940. Förutom en mängd opera- och operettroller spelade Dahlgren även tal- och filmroller. 
Han filmdebuterade 1934 och gjorde ett trettiotal filmroller fram till sin död. Dahlgren avled i Karlskoga under Riksteaterns turné med O'Neill-pjäsen Bortom horisonten. Han är begravd på Norra begravningsplatsen utanför Stockholm.

## Filmografi (urval)
- 1934 – Fasters millioner
- 1935 – Äktenskapsleken
- 1936 – Bröllopsresan
- 1937 – Ryska snuvan
- 1938 – Blixt och dunder
- 1938 – Styrman Karlssons flammor
- 1940 – Juninatten
- 1940 – Kyss henne!
- 1941 – Tänk, om jag gifter mig med prästen
- 1941 – Hem från Babylon
- 1942 – General von Döbeln
- 1942 – En äventyrare
- 1943 – Det brinner en eld
- 1943 – Kungsgatan
- 1944 – Hets
- 1944 – Skogen är vår arvedel
- 1945 – Hans Majestät får vänta
- 1945 – Pettersson & Bendels nya affärer
- 1945 – Resan bort
- 1946 – Kristin kommenderar
- 1946 – Rötägg
- 1948 – Jag är med eder...
- 1948 – Vart hjärta har sin saga
- 1948 – Hamnstad
- 1948 – Intill helvetets portar

## Teater

### Roller (ej komplett)
| År   | Roll           | Produktion                                                 | Regi                        | Teater         |
| ---- | -------------- | ---------------------------------------------------------- | --------------------------- | -------------- |
| 1916 | Svarta Ängeln  | Hannele Gerhart Hauptmann                                  | Einar Fröberg               | Intima teatern |
| 1936 |                | Oh, du milde Antonius A Fenclo, Georg Brada och Jara Beneš | Karl Kinch Carl Johannesson | Oscarsteatern  |
| 1937 | Moffat         | Jill Darling Marriott Edgar och Vivian Ellis               | Karl Kinch                  | Oscarsteatern  |
| 1943 | Balettmästaren | Tre valser Oscar Straus, Paul Knepler och Armin Robinson   | Leif Amble-Naess            | Oscarsteatern  |

## Bilder

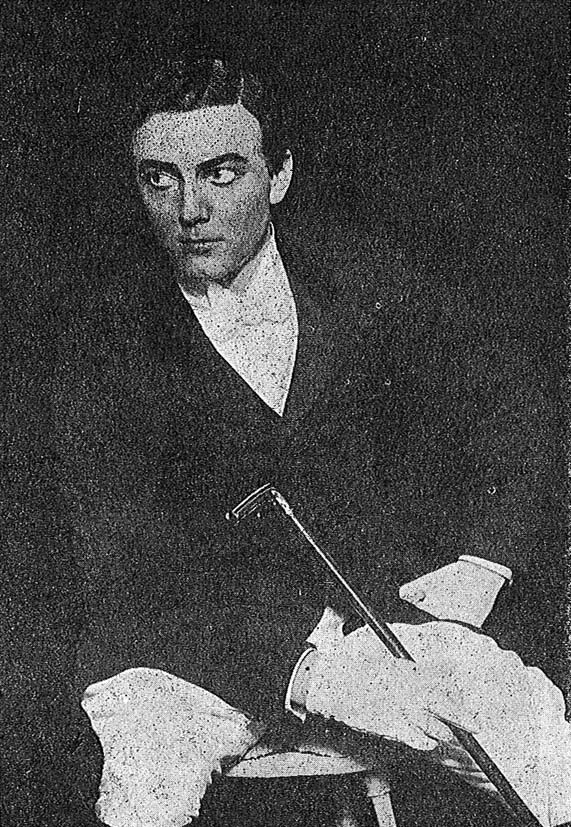
Nils Dahlgren omkring 1918.